# Boundary County
Boundary County ist ein County im Bundesstaat Idaho der Vereinigten Staaten. Der Verwaltungssitz (County Seat) ist Bonners Ferry.

## Geographie
Das County liegt im äußersten Nordwesten von Idaho. Es grenzt im Westen an Washington, im Norden an Kanada, im Osten an Montana; innerhalb Idahos grenzt es im Süden an das Bonner County. Das Boundary County hat eine Fläche von 3311 Quadratkilometern, wovon 24 Quadratkilometer Wasserfläche sind.

## Geschichte
Boundary County wurde am 23. Januar 1915 aus Teilen des Bonner County und des Kootenai County gebildet. Als Grenz-County wurde es benannt, da es an der Grenze zu Kanada, Washington und Montana liegt.
9 Bauwerke und Stätten des Countys sind im National Register of Historic Places eingetragen.

## Demografische Daten

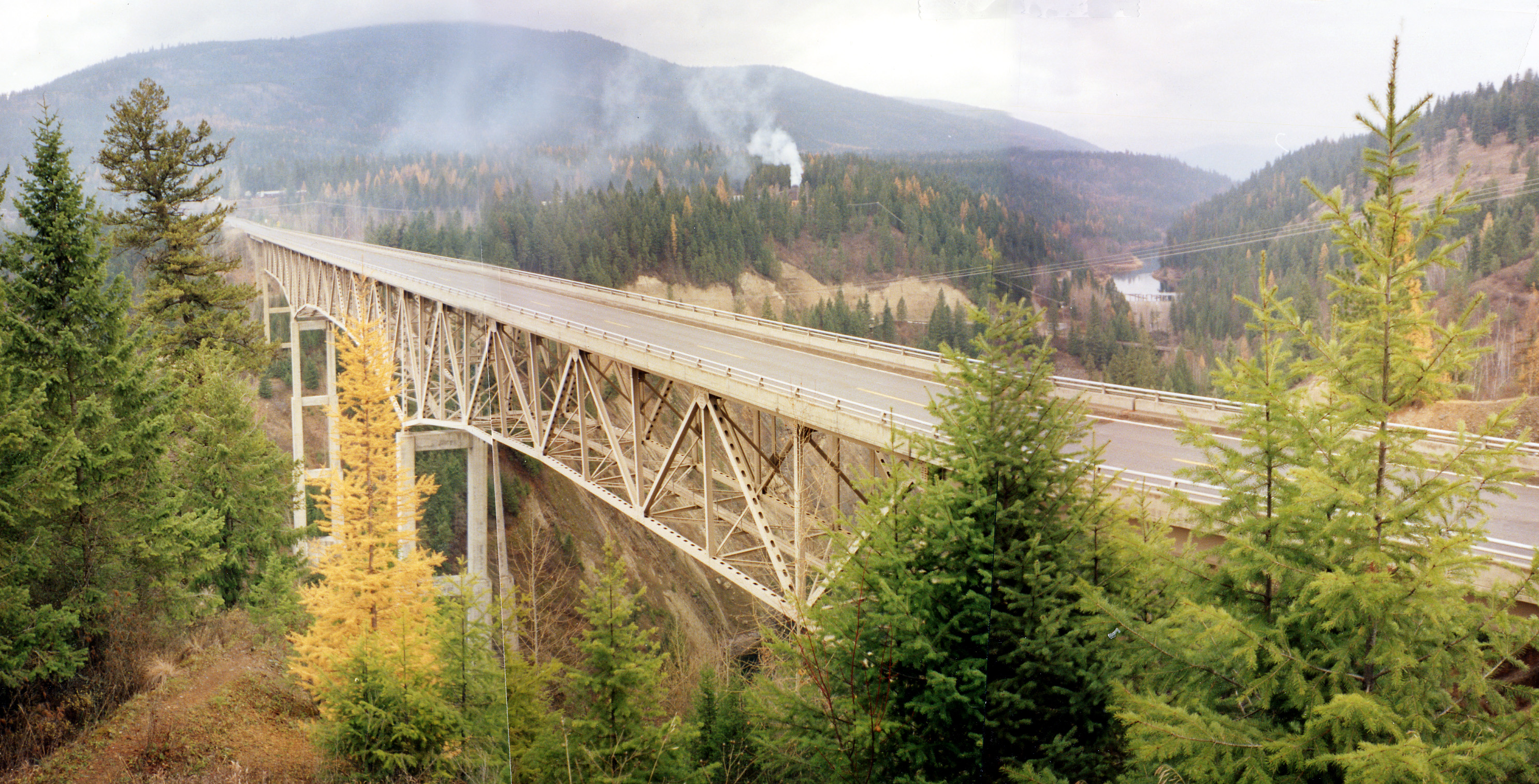
Moyie River Canyon Bridge über den Moyie River

Nach der Volkszählung im Jahr 2000 lebten im Boundary County 9.871 Menschen in 3.707 Haushalten und 2.698 Familien. Die Bevölkerungsdichte betrug 3 Personen pro Quadratkilometer. Ethnisch betrachtet setzte sich die Bevölkerung zusammen aus 95,2 Prozent Weißen, 0,2 Prozent Afroamerikanern, 2,0 Prozent amerikanischen Ureinwohnern, 0,6 Prozent Asiaten, 0,1 Prozent Bewohnern aus dem pazifischen Inselraum und 0,9 Prozent aus anderen ethnischen Gruppen; 1,1 Prozent stammten von zwei oder mehr Ethnien ab. 3,4 Prozent der Bevölkerung sind spanischer oder lateinamerikanischer Abstammung.
Von den 3.707 Haushalten hatten 34,1 Prozent Kinder unter 18 Jahren, die bei ihnen lebten. 61,4 Prozent davon waren verheiratete, zusammenlebende Paare. 7,5 Prozent waren allein erziehende Mütter und 27,2 Prozent waren keine Familien. 23,1 Prozent waren Singlehaushalte und in 8,5 Prozent lebten Menschen mit 65 Jahren oder älter. Die Durchschnittshaushaltsgröße betrug 2,61 und die durchschnittliche Familiengröße war 3,07 Personen.
29,2 Prozent der Bevölkerung waren unter 18 Jahre alt, 6,9 Prozent zwischen 18 und 24 Jahre, 24,4 Prozent zwischen 25 und 44 Jahre, 26,2 Prozent zwischen 45 und 64 Jahre. 13,4 Prozent waren 65 Jahre oder älter. Das Durchschnittsalter betrug 38 Jahre. Auf 100 weibliche Personen kamen 101,4 männliche Personen. Auf 100 Frauen im Alter ab 18 Jahren kamen 100,6 Männer.
Das jährliche Durchschnittseinkommen der Haushalte betrug 31.250 USD, das Durchschnittseinkommen der Familien 36.440 USD. Männer hatten ein Durchschnittseinkommen von 31.209 USD, Frauen 18.682 USD. Das Prokopfeinkommen betrug 14.636 USD. 11,5 Prozent der Familien und 15,7 Prozent der Einwohner lebten unterhalb der Armutsgrenze.

## Orte im County
- Addie
- Allens Spur
- Bonners Ferry
- Burns
- Copeland
- Crossport
- Deep Creek
- Eastport
- Eileen
- Good Grief
- Katka
- Leonia
- Meadow Creek
- Moravia
- Moyie Springs
- Naples
- Porthill
- Ritz
- Schnoors
- Shiloh
- Sinclair
- Threemile Corner